# Toschia aberdarensis
Toschia aberdarensis là một loài nhện trong họ Linyphiidae.
Loài này thuộc chi Toschia. Toschia aberdarensis được Herman Theodor Holm miêu tả năm 1962.